# Hypogène

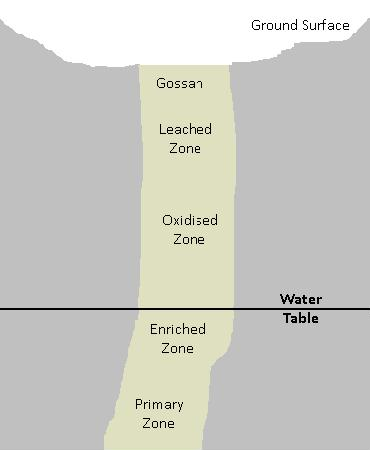
Veine minérale avec la zone primaire hypogène.

En géologie,  un  processus hypogène qualifie une formation résultant de phénomènes géologiques d'origine profonde, par opposition au processus supergène qui correspond aux phénomènes géologiques superficiels.
Cette formation s'applique surtout aux gisements de minerais primaires se produisant en profondeur ou aux formations karstiques creusées par l'action des eaux d'origine profonde (ex : les eaux minéralisées ou thermales).

## Source
- (en) Cet article est partiellement ou en totalité issu de l’article de Wikipédia en anglais intitulé « Hypogene » (voir la liste des auteurs).